# Rafael Gambra
Rafael Gambra Ciudad (Madrid, 21 de julio de 1920 - íd., 13 de enero de 2004) fue un filósofo, catedrático de Instituto y pensador tradicionalista español. 
Su trabajo desciende a la teoría del Estado y de la política. Es conocido como autor de libros centrados en la secularización de la cultura occidental y en la era de la sociedad de consumo. Como político se le reconoce más como teórico que como protagonista activo, aunque en el año 2001 fue nombrado por Sixto Enrique de Borbón jefe delegado de la Comunión Tradicionalista, cargo que mantuvo hasta su muerte. Estuvo casado con la también profesora y escritora María del Carmen Gutiérrez Sánchez, alias «Miguel Arazuri».

## Biografía

### Familia

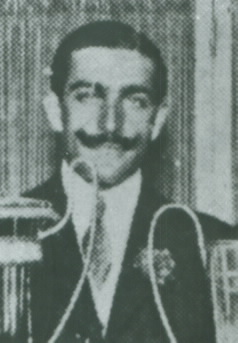
José Ciudad, fotografía de Furnells

Los antepasados paternos de Rafael Gambra habitaron durante generaciones en el valle del Roncal (Navarra). Actualmente las casas solares de Gambra y la de Sanz son edificios emblemáticos de la zona. Los Gambra se destacaron en la lucha contra los franceses en 1809. El abuelo paterno de Rafael Gambra, Pedro Francisco Gambra Barrena, natural de Roncal y alto funcionario de Hacienda, se casó con Josefa Sanz y Escartín, natural de Eliondo, hermana del político conservador Eduardo Sanz y Escartín y prima del general carlista Cesáreo Sanz y Escartín. El hijo de Pedro Francisco Gambra, Eduardo Gambra Sanz (padre de Rafael), fue un importante arquitecto, autor de obras destacables en la capital de España como el Círculo de la Gran Peña en la Gran Vía o la remodelación del Palacio del Marqués de Miraflores, marcada por el intento de recuperar el esplendor de la arquitectura histórica española. En 1915  Eduardo Gambra se casó con Rafaela Ciudad Villalón, natural de Sevilla aunque criada en Madrid, procedente de una distinguida familia de altos cargos cuyo padre, José Ciudad Aurioles, fue presidente del Tribunal Supremo. El matrimonio tuvo un solo hijo.

### Primeros años

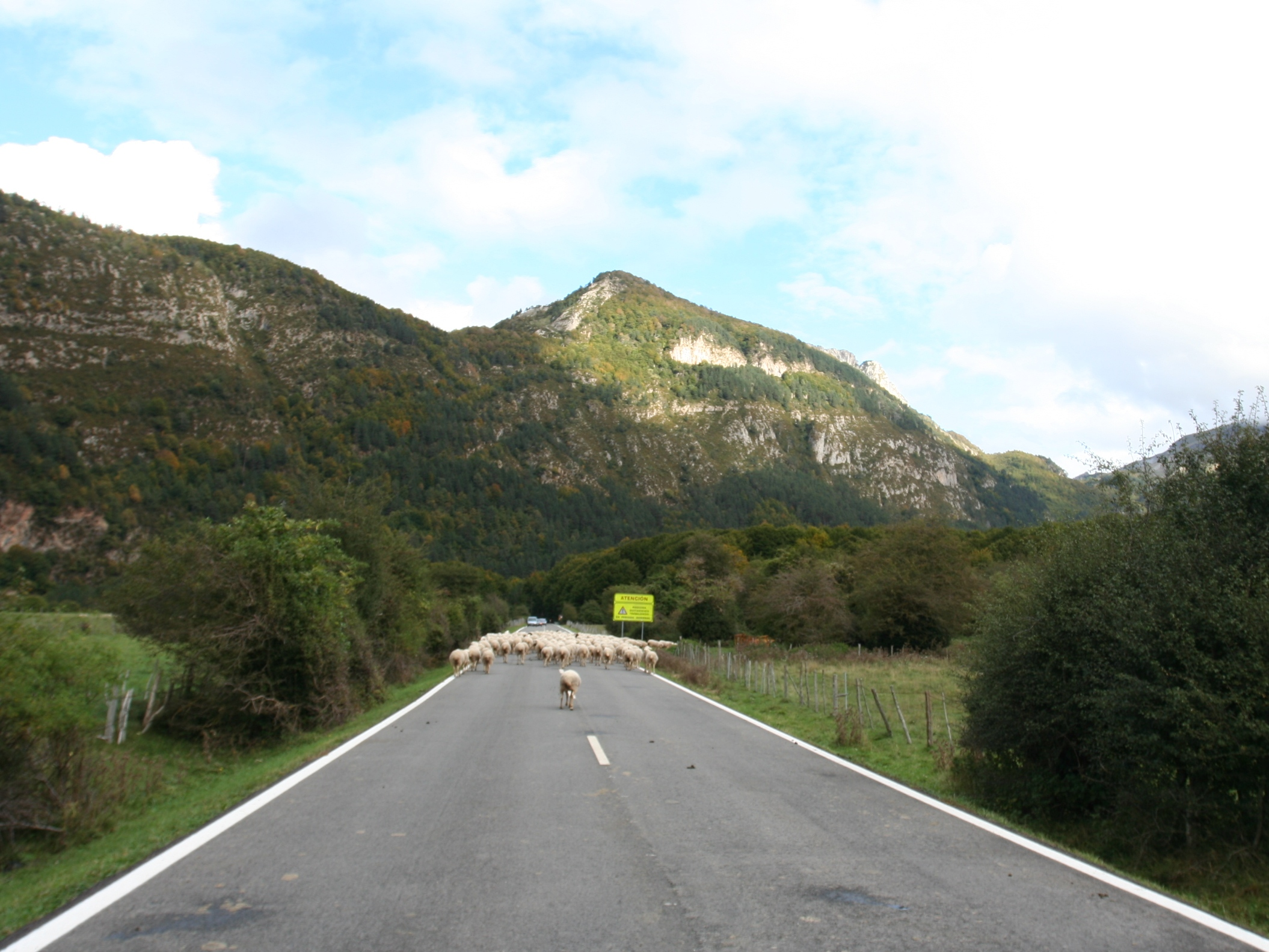
Vistas del Valle del Roncal.

Nacido y criado en Madrid, Rafael Gambra pasó gran parte de su infancia en el Valle de Roncal, y llegaría a considerarse roncalés. En la historiografía se le suele definir más como navarro que como madrileño: ha sido calificado maestro navarro, arquetipo navarro, buen navarro y vasco-navarro roncalés. Educado en un ambiente profundamente católico, políticamente su padre simpatizaba con el carlismo y su madre era conservadora, como su familia. Estudió en el Colegio del Pilar de los marianistas y durante su juventud fue condiscípulo de Ignacio Hernando de Larramendi, moviéndose en un ambiente de  animadversión hacia el democristianismo de la Asociación Católica de Propagandistas que copaba el lugar.
Rafael Gambra Ciudad contrajo matrimonio con María del Carmen Gutiérrez Sánchez (1921-1984), también profesora y escritora bajo el seudónimo de «Miguel Arazuri», con la que tuvo tres hijos: Andrés, José Miguel e Irene.

### Guerra civil española

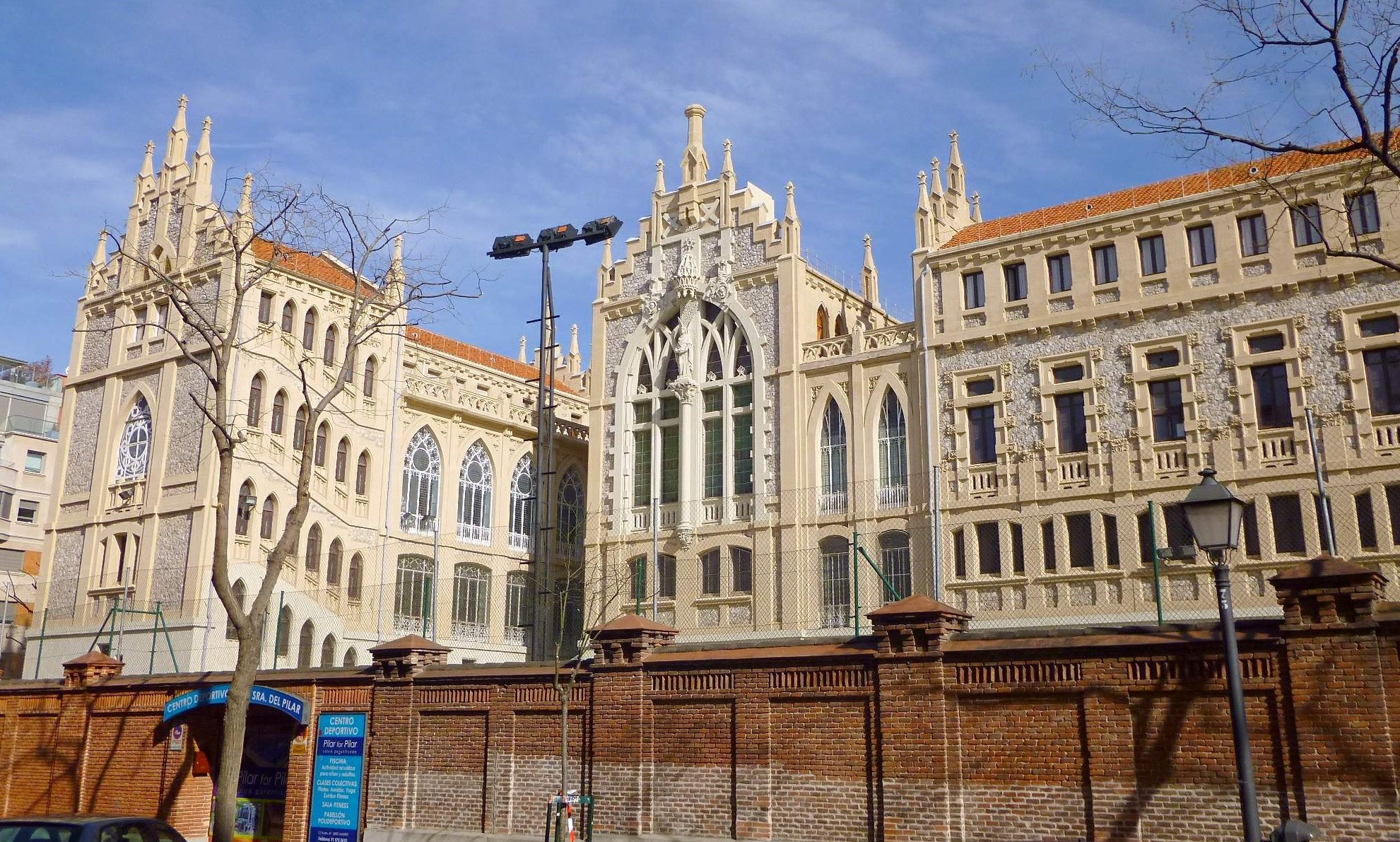
Colegio de Nuestra Señora del Pilar, Madrid.

En julio de 1936 la familia Gambra veraneaba en Roncal, donde les sorprendió el Alzamiento. Con solo 16 años se alistó voluntario en el Requeté, en el Tercio de Abárzuza, y combatió con los sublevados, tomando a los pocos días posiciones en el Alto de León con la intención de traspasar la Sierra de Guadarrama. Por aquel entonces, Gambra hizo amistad con José Ulíbarri, párroco de Úgar en el Valle de Yerri y comandante temporal del Tercio, que sería su mentor de por vida. Pasó los siguientes dos años en la línea del frente estabilizada en la Sierra, hasta que en julio de 1938 salió para asistir a la formación como alférez provisional. En febrero de 1939 pasó al Tercio del Alcázar, comandando un pelotón en la 4.ª Compañía de Infantería. A lo largo de la contienda recibió varias condecoraciones militares.

### Formación
Cursó sus primeros estudios en el Colegio Nuestra Señora del Pilar de los marianistas. Terminada la guerra civil, cursó Filosofía y Letras en la Universidad de Madrid, junto a los profesores Zaragüeta, Manuel García Morente y Fray Bruno Ibeas, obteniendo en 1942 —en solo tres años— la licenciatura en Filosofía. También fue discípulo del presbítero Manuel Mindán y de Salvador Minguijón Adrián. En 1945 Gambra obtuvo su doctorado en Filosofía con una tesis dedicada al enfoque post-hegeliano de la metodología historiográfica. El trabajo, dirigido por Juan Zaragüeta y publicado al año siguiente, representaba una revisión fuertemente crítica de Marx y Feuerbach.

### Docencia

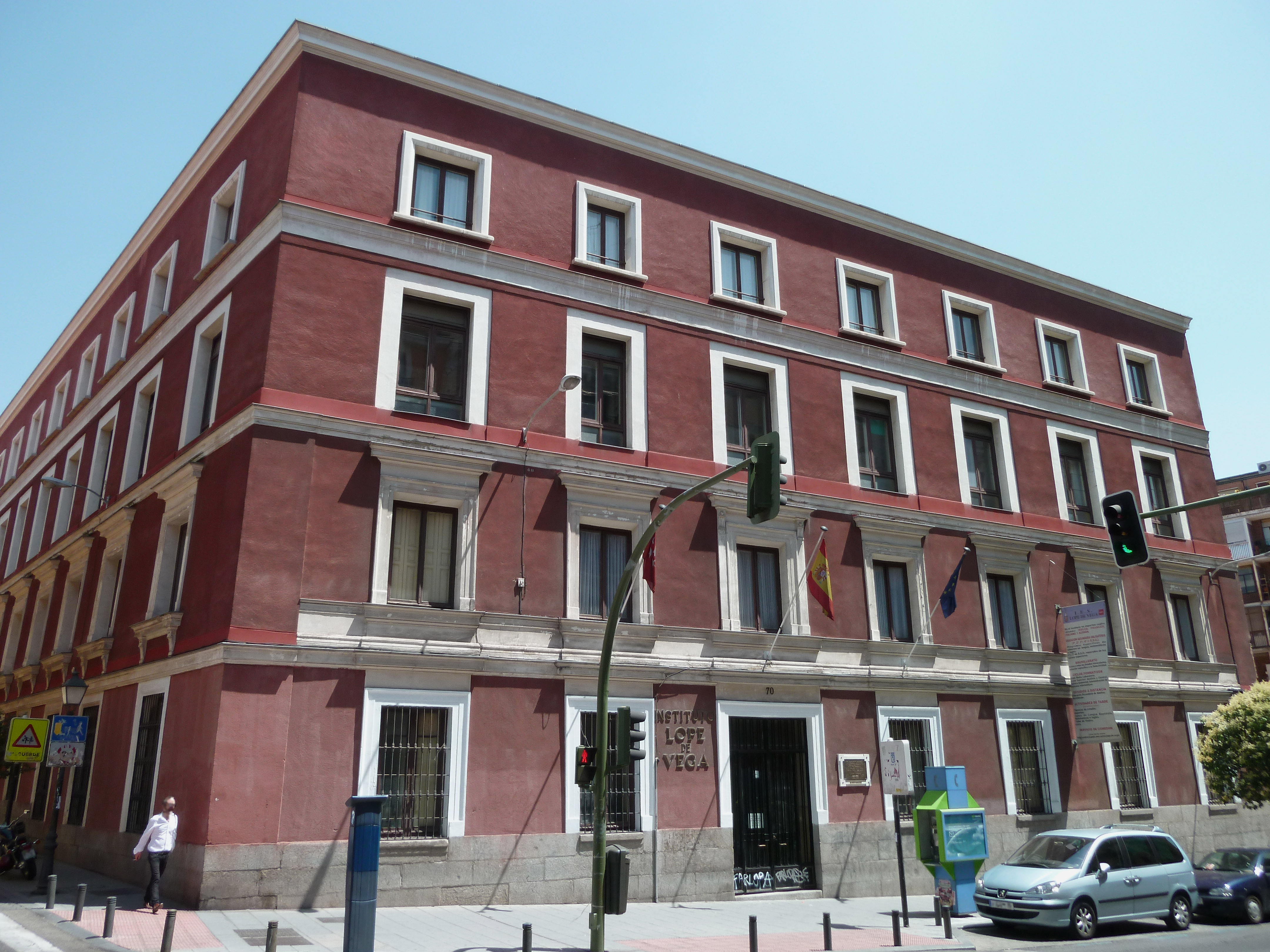
Instituto Lope de Vega, Madrid.

Ya a principios de los años 40, Gambra asumió la docencia en la Academia Vázquez de Mella de Madrid, un proyecto educativo y cultural vinculado a la Comunión Tradicionalista. Se dedicaba a dar conferencias sobre la teoría tradicionalista de la filosofía, el Estado y la política. El 3 de agosto de 1943 se incorporó, como catedrático de Filosofía, al Cuerpo de Catedráticos Numerarios de Institutos Nacionales de Enseñanza Media de España, iniciando el desempeño de su cometido como funcionario en el Instituto «Príncipe de Viana» de Pamplona, un centro de enseñanza pública dirigido por las autoridades provinciales, entre las que el carlismo era predominante. Durante doce años Gambra impartió clase como profesor de filosofía.
Por aquella época esbozó la idea de abrir una posible Universidad del País Vasco-Navarro, repartiendo sus centros por las capitales, con la intención de oponerse así a la amenaza separatista. Sin embargo, cuando la Universidad de Navarra se materializó como empresa privada del Opus Dei en 1952, Gambra no se integró en el proyecto. Por aquella época colaboraba con el grupo Arbor liderado por Rafael Calvo Serer. Fue éste quien le abrió la oportunidad de perseguir una investigación becada en Inglaterra. A mediados de la década de 1950, Gambra regresó a la capital de España y participó en un intento gubernamental de reformar las estructuras de educación secundaria. Asumió la tarea docente en los "centros modelos de segunda enseñanza", primero en el instituto Cervantes y, a mediados de los años sesenta, en el Lope de Vega, del que más adelante llegó a ser vicedirector. Como funcionario de educación, procuró con ahínco evitar la "erosión de espiritualidad", y a principios de los años sesenta se opuso a los cambios tecnocráticos, cuyas propuestas finalmente se introdujeron en la educación. Colaboró también con la Universidad Complutense, en particular con el colegio asociado CEU-San Pablo, dirigido por la ACdP, desde mediados de los años 1960 hasta 1994, también después de la conversión del CEU-San Pablo en universidad independiente, tras su separación de la Complutense.

### El desarrollo del carlismo como desafío al franquismo

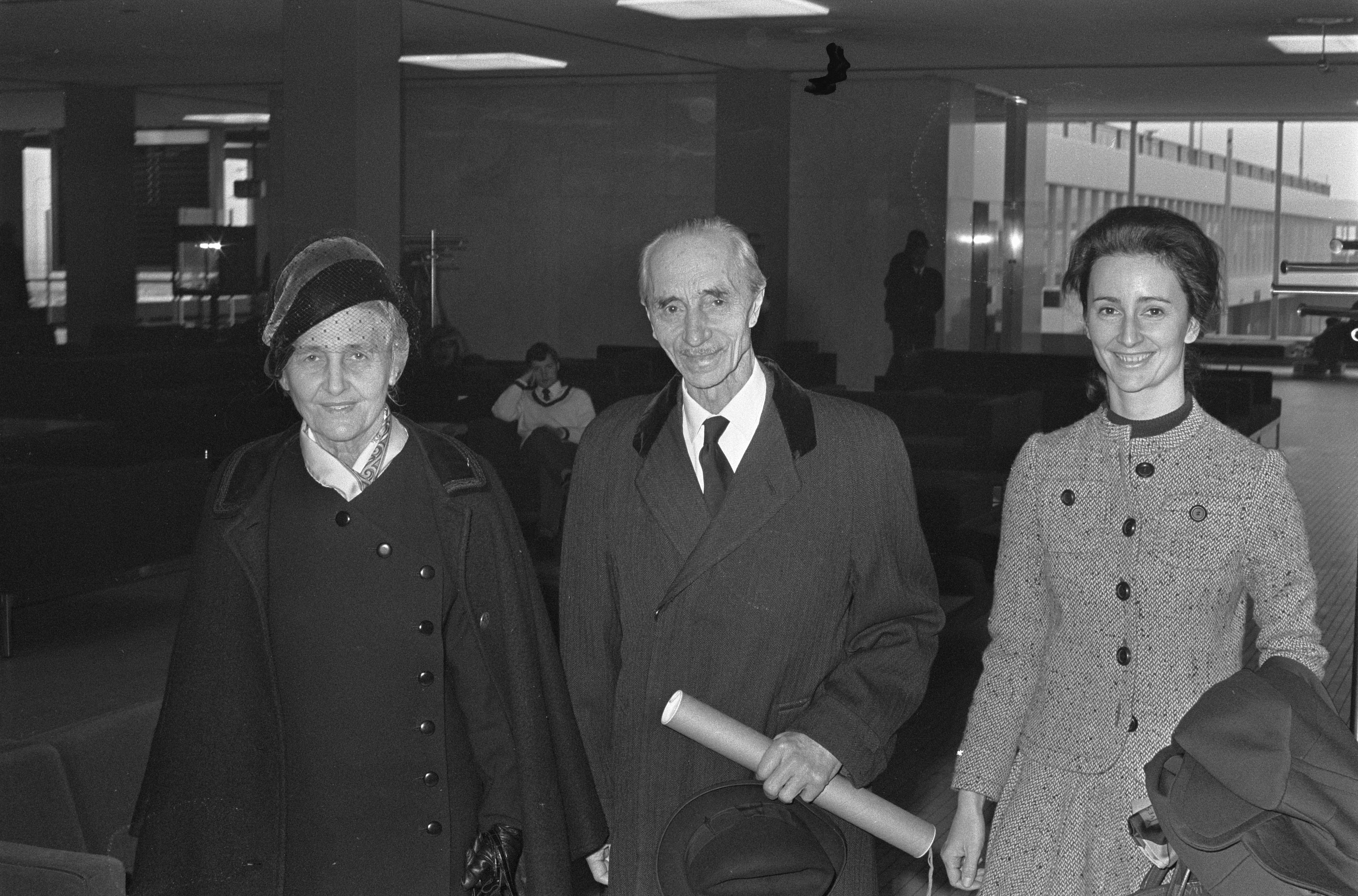
Los príncipes Magdalena de Borbón-Busset, Javier de Borbón Parma y la infanta María de las Nieves a su llegada a Schiphol en 1970.

Veterano del Requeté, durante los años académicos en Madrid, Gambra participó en la Academia Tradicionalista Vázquez de Mella, en el entorno de un carlismo de posguerra cada vez más fragmentado, con una irresoluta situación dinástica en la que Javier de Borbón Parma, reivindicado por el sector de Manuel Fal Conde, ejercía nominalmente de regente. Durante la Segunda Guerra Mundial, Don Javier, que había colaborado en el Alzamiento en España y después había sido expulsado del país, estuvo incomunicado primero en la Francia de Vichy, y detenido por la Gestapo a mediados de 1944, en el campo de concentración de Dachau. Gambra parecía inclinarse en aquel entonces por la candidatura al trono de Eduardo Nuño, con quien se entrevistó en 1941, pero permaneció leal a la regencia instituida por Alfonso Carlos de Borbón y finalmente abandonó su apoyo a la causa pro-Braganza y se mostró partidario de los Borbón-Parma. Tras trasladarse a Navarra en 1943, ayudó a los monárquicos franceses que huían de los nazis a través de los Pirineos hacia España. A finales de los años 40, Rafael Gambra fue adquiriendo relevancia dentro del carlismo navarro y a principios de los 50 ya figuraba entre los dirigentes locales que tenían en la región vasconavarra una indudable influencia. En 1953 entró formalmente en la Junta Regional de la Comunión Tradicionalista en Navarra.
Desde la aparición a mediados de la década de los 40 de una facción carlista pro-franquista, el Carloctavismo, Gambra deseaba que acabase la prolongada regencia de Don Javier. Sin compromisos con el otro sector colaboracionista, los rodeznistas, a principios de los años 50 los falcondistas estimaron que Don Javier debía revitalizar el movimiento poniendo fin a la regencia y reclamando sus derechos al trono de España. Esto se produciría finalmente en 1952, durante el Congreso Eucarístico Internacional de Barcelona, en un acto, organizado por Rafael Gambra junto con Francisco Elías de Tejada y Melchor Ferrer, que consistió en una proclamación emitida por el pretendiente y se consideró una redefinición del legitimismo carlista. En 1954 entró en la subcomisión de cultura dentro de la Comisión de Cultura y Propaganda de la Junta Nacional de la Comunión Tradicionalista.
Al referirse al carlismo de mediados de la década de los 50, algunos historiadores sitúan a Gambra entre los immovilistas, seguidores de Manuel Fal Conde opuestos a la colaboración con el régimen de Franco, mientras que otros autores sugieren que acusó incluso a Fal Conde de poca intransigencia y que, junto a otros navarros como los hermanos Baleztena, se opuso aún más al franquismo. Según el profesor Jacek Bartyzel, Gambra fue el único antifranquista firme entre los cuatro principales teóricos tradicionalistas clave de la época, ya que Francisco Elías de Tejada pasó de ser un partidario entusiasta a la oposición, Álvaro d'Ors siempre fue comprensivo y Francisco Canals se mostró cada vez más favorable al régimen. Una vez que el carlismo viró de estrategia y optó por un acercamiento cauteloso al régimen, Gambra fue crítico con la vía colaboracionista oficial del nuevo Jefe Delegado, José María Valiente.
Inquieto ante la continua vacilación de Don Javier, Gambra estuvo entre los carlistas que esperaban que su hijo Don Carlos Hugo, se implicase en la política española. Conoció al joven príncipe francés en 1955 y, aunque le sorprendió el desconocimiento que mostraba acerca de los asuntos españoles, fue el propio Gambra quien lo presentó en 1957 en la concentración anual de Montejurra. Durante esa época Gambra valoraba el estilo enérgico de Carlos Hugo y el hecho de que destacase la importancia de la cuestión dinástica. 
También le causaron en un principio buena impresión los jóvenes que le rodeaban, especialmente el catalán Ramón Massó, Delegado Nacional de la Agrupación de Estudiantes Tradicionalistas y discípulo de Gambra de la Academia Vázquez de Mella. Apreciando sus dotes de oratoria, a finales de los 50 Gambra colaboró con Massó y otros jóvenes que formaron una especie de camarilla del príncipe Carlos Hugo. Según Manuel Martorell, en aquel momento Gambra no se percató de que la intención de éstos era explotar las ideas regionalistas y federalistas de Vázquez de Mella y obviar al mismo tiempo sus ideas reaccionarias de forma muy selectiva. No fue hasta principios de los años 60 cuando Gambra se dio cuenta de que la camarilla de Carlos Hugo trataba de engañar a los tradicionalistas y modificar la doctrina carlista en sentido izquierdista. Tras fracasar en su intento de apartarlos de las estructuras de la Comunión, alrededor de 1963 Gambra se disoció del príncipe para lanzar una ofensiva de confrontación abierta.
Durante la década de 1960 Gambra criticaba el franquismo por su rumbo cada vez más liberal, que percibía como una apertura al laicismo y a la democracia inorgánica. Tras su caída, lo definiría principalmente con los términos de «estatismo», «burocracia» y «tecnocracia», en un sistema en el que las doctrinas falangistas, nacional-sindicalistas, católicas, etc. actuaban como mero encubrimiento ideológico. Se opuso firmemente a la Ley de la Libertad Religiosa de 1967, que definió como un producto de la invasión del progresismo y la europeización procedente de Italia, Francia y el Vaticano.

### Contra el progresismo y la democracia liberal

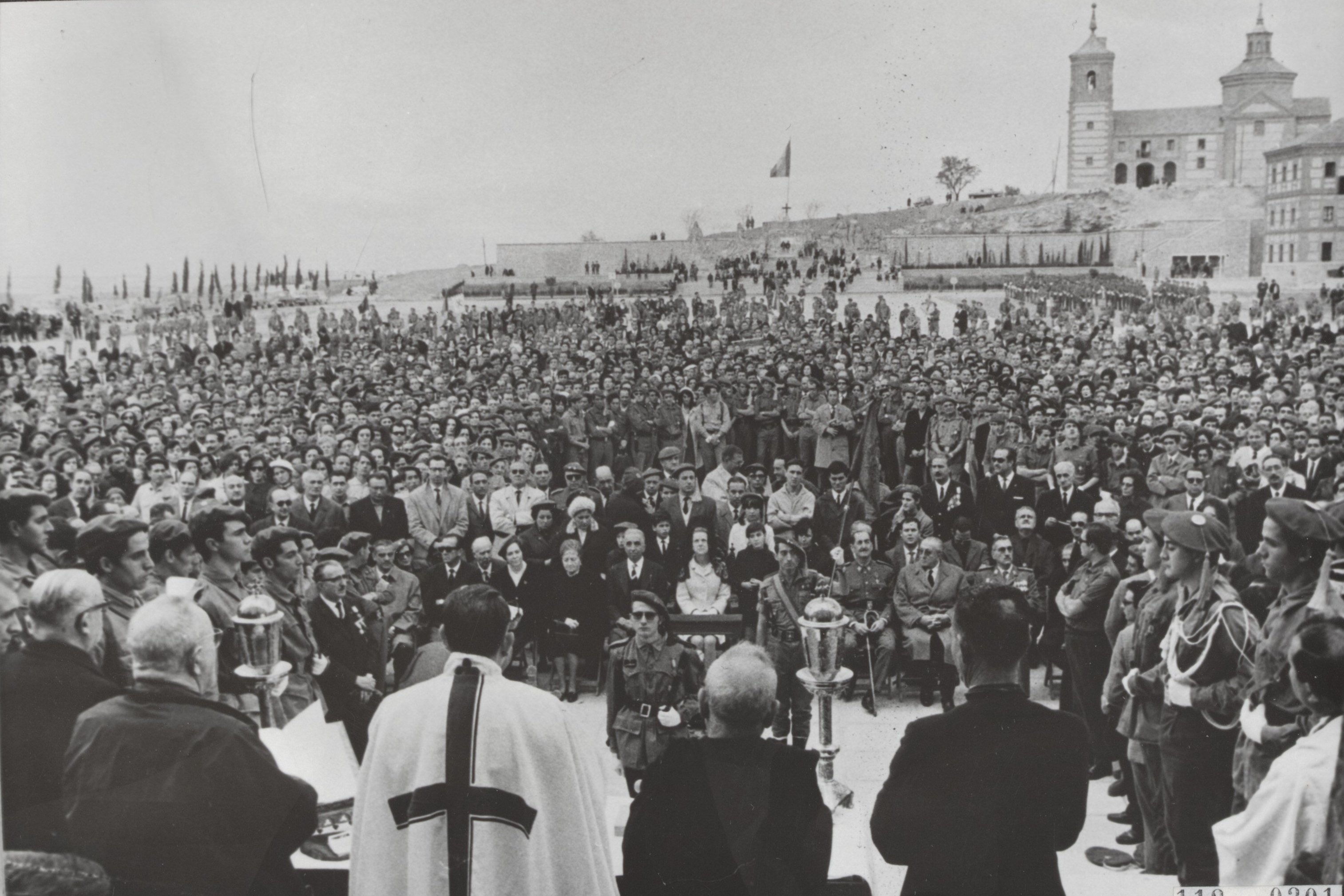
Concentración carlista en el cerro de los Ángeles en 1966.

En 1963 Gambra fue uno de los cofundadores del Centro de Estudios Históricos y Políticos General Zumalacárregui promovido por Francisco Elías de Tejada. Aunque integrado en el Movimiento Nacional, pretendía ser un think-tank que difundiera el tradicionalismo y contrarrestara la visión del «neocarlismo» carlohuguista. Aparte de editar publicaciones y organizar las llamadas Jornadas Forales en todo el país, su actividad culminó en dos Congresos de Estudios Tradicionalistas, organizados en 1964 y 1968. A medida que la secretaría de Carlos Hugo se adueñaba de las estructuras de la Comunión Tradicionalista y en un momento en el que los actos carlistas todavía congregaban a grandes masas, Gambra se inclinó por el acercamiento entre todas las facciones carlistas separadas del javierismo durante las dos décadas anteriores: rodeznistas, carloctavistas, sivattistas y políticos recientemente expulsados como José Luis Zamanillo o Francisco Elías de Tejada. Cuando empezaron a aparecer manifiestos de lenguaje marxista atribuidos a Don Javier, Rafael Gambra consideró que el viejo rey carlista estaba siendo manipulado por Carlos Hugo para justificar su nuevo rumbo ideológico. La unidad tradicionalista que propuso Gambra se basaba en la lealtad a los principios tradicionalistas y la oposición a las tendencias socialistas. Secundando el llamamiento, en 1972 se reorganizó el Requeté como germen de la posterior Comunión Tradicionalista reconstituida bajo Sixto Enrique de Borbón.
Los esfuerzos de Rafael Gambra, centrados en aquel momento principalmente en una mayor concreción y definición del pensamiento tradicionalista en revistas y conferencias especializadas, culminaron en la obra ¿Qué es el carlismo? (1971), compendio preciso de la doctrina tradicionalista en coautoría con Francisco Elías de Tejada y Francisco Puy Muñoz. A principios de la década de 1970 colaboró frecuentemente en El Pensamiento Navarro cuando este diario recuperó su orientación carlista ortodoxa. En uno de sus artículos en este diario afirmó que «el buque insignia de la civilización, la Iglesia Católica, se ha hundido y que tras él naufragan España, Navarra, el carlismo y puntos suspensivos». Cuando Sixto Enrique de Borbón se proclamó como Abanderado de la Comunión Tradicionalista y fue aclamado en la concentración carlista del Quintillo, en Sevilla, Gambra movilizó a los tradicionalistas para recuperar también la romería de Montejurra. Antes de los llamados sucesos de Montejurra de 1976, hizo un llamamiento a la «asistencia masiva de los verdaderos tradicionalistas, que alcallará gestos y voces, 'declaraciones' y 'manifiestos', sencillamente inadmisibles, intolerables».
Durante los últimos años del franquismo y en la Transición, Rafael Gambra, que había sido siempre un firme partidario de la línea no colaboracionista, se acercó al llamado búnker franquista. Se pronunció contra la Constitución de 1978, porque el texto no mencionaba a Dios como fuente de autoridad, y junto con otras sesenta personalidades firmó un manifiesto llamando a votar en contra. Asimismo, se apoyó a Blas Piñar y su partido Fuerza Nueva hasta la disolución del mismo en 1982. Preocupado por los cambios políticos y sociales que se estaban produciendo, hizo campaña contra la legalización del divorcio y comparó el «sombrío» horizonte político de esos años con la situación de España inmediatamente anterior a la guerra civil.
En el ámbito cultural católico, fue uno de los organizadores de los congresos de Amigos de la Ciudad Católica y miembro de la revista Verbo, junto con Juan Vallet de Goytisolo. En la década de 1970, cuando el arzobispo Marcel Lefebvre empezó a expresarse contra el pensamiento posconciliar y fundó la Hermandad Sacerdotal San Pío X, Rafael Gambra fue uno de los principales valedores de su obra en España.

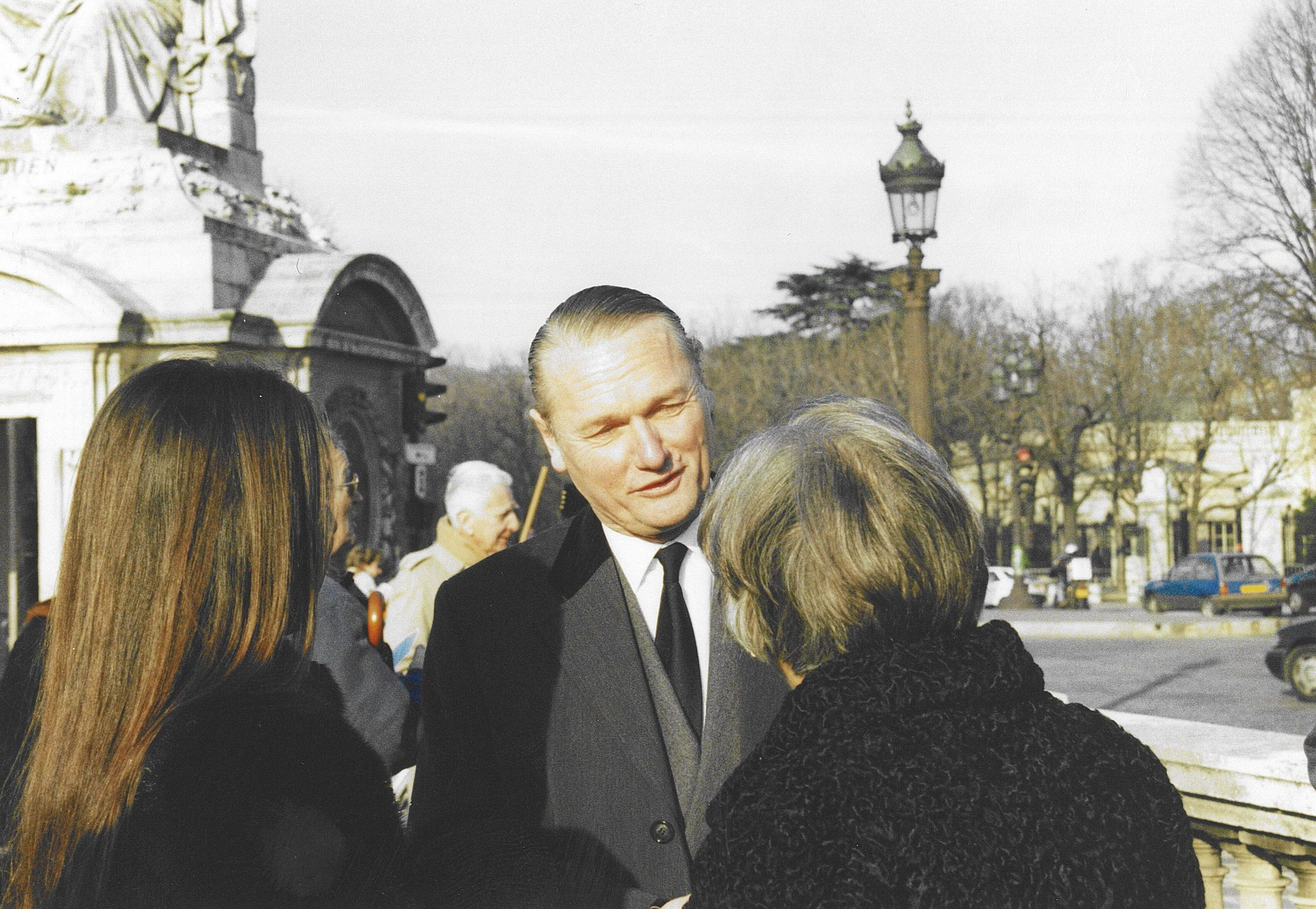
Sixto Enrique de Borbón en 1999

Bajo la égida doctrinal de Rafael Gambra, a finales de la década de 1990 renacieron las Juventudes Tradicionalistas, centradas en la formación doctrinal. Su objetivo era promover los principios tradicionalistas en la sociedad española de consumo cada vez más moderna y secularizada.
A finales de la década de 1990, Gambra era ya considerado la autoridad suprema del tradicionalismo más ortodoxo. Esto se puso de manifiesto durante un homenaje organizadas en 1998, aunque el reconocimiento formal llegó tres años después. En 2001, Don Sixto designó a Gambra como jefe de su Secretaría Política. Sin embargo, la dirección de la llamada Comunión Tradicionalista Carlista no respondió al llamamiento y no reconoció la autoridad de Gambra. A sus 81 años, Gambra asumía el liderazgo político de la Comunión Tradicionalista sixtina como un sacrificio, aunque desempeñó un liderazgo muy activo. Su última aparición pública tuvo lugar durante una concentración en el Cerro de los Ángeles en 2002.

## Pensamiento

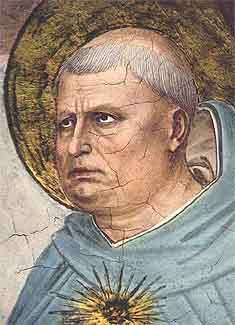
Santo Tomás de Aquino por Fra Angélico

Rafael Gambra fue un gran difusor de los principios tomistas. En términos generales, su escuela esencialmente es la neoescolástica, que bebe de las fuentes que se definen ampliamente dentro de la tradición platónica, pero, sin duda, es deudora de Santo Tomás de Aquino. Sus puntos de vista sobre el cristianismo estuvieron influenciados por Gustave Thibon, Etienne Gilson, Romano Guardini, Henri Bergson y parcialmente Max Scheler. También suele hacerse referencia a su vinculación filosófica con Albert Camus y otros existencialistas franceses, mientras que en la teoría de la política y del estado siguió a Alexis de Tocqueville, Karl von Vogelsang y sobre todo a Juan Vázquez de Mella.
Su obra filósofica rechaza una civilización basada en el racionalismo secular y ensalza el pensamiento político católico tradicional. La vida humana se entiende como el compromiso con el orden divino. En la sociedad se superponen elementos comunitarios y aglutinantes legales y organizativos unos, consuetudinarios y tradicionales otros, por lo que no debe ser concebida solo desde un punto de vista racional. Para Gambra, el hombre está religado con Dios pública y privadamente, individual y socialmente, por lo que la sociedad se afirma como algo esencialmente religioso y la identidad humana como extendida entre el propio yo y la pertenencia a la comunidad política.

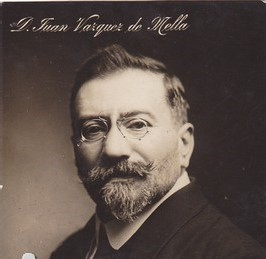
Juan Vázquez de Mella, fotografía de Kaulak

Gambra comprende la vida humana no como la autorrealización del individualismo, sino como el compromiso con algo superior, reelaborando así, según Miguel Ayuso, las teorías del engagement expuestas por Camus y Sartre y del apprivoisement de Saint-Exupéry. La sociedad misma está gobernada por la naturaleza, la animalidad y la racionalidad, aunque la religión como factor trascendente es un elemento indispensable de la ecuación social. Tal política se expresa en la «sociedad de deberes», de naturaleza distinta a la sociedad de derechos, pues ésta brota del contrato y de una finalidad consciente, mientras que en aquella la obligación política adquiere un sentido radical, pues incide en ella un orden sobrenatural que posee el primario derecho a ser respetado. Según el pensamiento de Gambra, no puede subsistir un gobierno estable que no se asiente en una ortodoxia pública, es decir, un punto de referencia que permita apelar a un principio de superior autoridad y obligatoriedad, que en España lo constituía la unidad católica.
Según Gambra, el yo social de un hombre está mejor expresado por la tradición, vista como una lenta evolución acumulada de factores y vínculos que proporciona un principio y fundamento al gobierno de las sociedades históricas e incompatible con los patrones revolucionarios de cambio. En el caso de España, la tradición está encarnada en la monarquía hereditaria en oposición a los jefes de Estado electivos, en la estructura federativa como oposición a los Estados nación unitarios, en la representación orgánica frente a la propensa corrupción y al individualismo de la democracia parlamentaria. La ortodoxia católica, en oposición al laicismo o una postura religiosa neutral, y estructuras administrativas generalmente limitadas, en contastre con el omnipotente Estado moderno. Políticamente, el guardián de tal tradición es el carlismo, no solo como agrupación política o vivo recuerdo que se ha trasmitido en generaciones, sino más bien, la esencia misma del yo español.

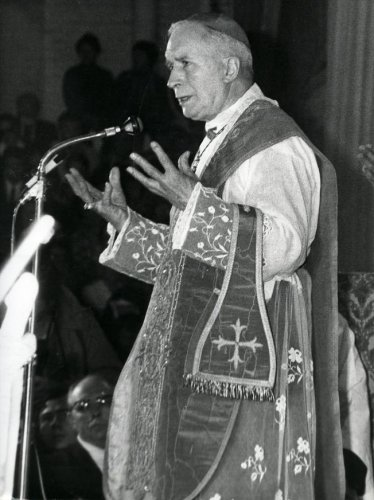
Arzobispo Lefebvre en 1976.

El hilo recurrente del pensamiento de Gambra, considerado por algunos como su componente clave, es el enfrentamiento al moderno concepto de religiosidad, al que ve como un enemigo fundamental. Consideró a Maritain y Teilhard de Chardin responsables de socavar el cristianismo y convertirlo en la nueva religión humanista, admitiendo la derrota en la lucha, después 150 años, contra la Revolución secularizante. Vehementemente crítico con el Vaticano II, consideró el documento conciliar Dignitatis humanae incoherente con la teología católica y la tradición, y concluyó que el esfuerzo innovador del Concilio suponía la demolición del cristianismo con patentes signos de debilitamiento en la Iglesia y la sociedad. Y la absoluta contradicción que supone con los principios del carlismo, hasta el punto de llevarlo a su propia disolución, por el hecho de ser el movimiento carlista el remanente de la secular política de Cristiandad. De hecho, a menudo es considerado en lo religioso como un integrista. Frente a la postura progresista de las jeraquías eclesiásticas y los teólogos modernistas, Gambra comenzó a asumir posiciones de rebeldía frente al clero y las jerarquías que asumían las nuevas convicciones del postconcilio y permitían hechos y sucesos de lo más agresivas dentro del culto cristiano. Fue crítico con la idea de Europa, considerándola un eufemismo que denotaba una ideología agresivamente anticristiana y se opuso a su aplicación en España. Creía más en un sistema de participación política donde la democracia podría ser una forma de gobierno pero nunca su fundamento, oponiéndose a su deificación en tanto se reclama como axioma fundamental y exclusivo de la sociedad contemporánea.

## Premios y condecoraciones
- Alférez provisional.
- Medalla de la Campaña 1936-1939
- Cruz Roja del Mérito Militar
- Cruz de Guerra
- Medalla de Voluntarios de Navarra

### Literarios
- Premio Vedruna 1965[nota 5]
- Premio "Víctor Pradera" de periodismo.[143]

## Obras y publicaciones
Las obras más populares de Gambra fueron libros de texto de filosofía: Historia sencilla de la filosofía (1961) y Curso elemental de filosofía (1962). Adaptados para los estudiantes de secundaria, fueron reimpresos en innumerables ediciones y cumplieron como populares introducciones a la filosofía para generaciones de estudiantes españoles ya entrado el siglo XXI. La primera edición de Curso elemental fue una revisión del texto de Gustavo Bueno con el que fue coautor. En las posteriores revisiones, Bueno exigió a la editorial Anaya que fuese quitado su nombre como coautor ya que no tenía nada que ver con las posteriores revisiones. Gambra se limitó a reelaborar su anterior texto bajo la línea de su pensamiento. En 1970 estas obras fueron complementadas con La filosofía católica en el siglo XX.

### Libros
- Gambra Ciudad, Rafael (1946).  Instituto "Balmes" de Sociología, ed. La interpretación materialista de la historia: una investigación social-histórica a la luz de la filosofía actual. Madrid: C.S.I.C. p. 248.
- La primera guerra civil de España, 1821-23. Historia y meditación de una lucha olvidada (1950)
  - Gambra Ciudad, Rafael (1972). La primera guerra civil de España (1821-1823): historia y meditación de una lucha olvidada (2ª edición). ;Madrid: Escelicer.
- Los tres lemas de la sociedad futura (1953)
- Gambra, Rafael, ed. (1953). Textos de doctrina política nº2: Vázquez Mella. Madrid: Dirección General de Información.Publicaciones españolas. p. 239.
- Gambra, Rafael (1954). La monarquía social y representativa en el pensamiento tradicional. Madrid: Ediciones Rialp. p. 247.
  - Gambra (2011). La monarquía social y representativa en el pensamiento tradicional. Buenos Aires: Editorial Nueva Hispanidad. p. 200. ISBN 978-987-1036-51-6.
- El valle de Roncal (1955)
- El poder: Historia natural de su crecimiento (1956)
- Gambra Ciudad, Rafael (1958). Eso que llaman Estado. Madrid: Ediciones Montejurra. p. 233.
- Gambra, Rafael (1961). Historia sencilla de la filosofía. Madrid: Rialp. p. 256.
  - Gambra Ciudad, Rafael (1 de septiembre de 2014). Historia sencilla de la filosofía (29ª edición). Madrid: Ediciones Rialp. p. 319. ISBN 9788432144288.
- Gambra, Rafael. Curso elemental de filosofía: Sexto de bachillerato. Madrid.
- Gambra Ciudad, Rafael (1965). La unidad religiosa y el derrotismo católico. Estudio sobre el principio religioso de las sociedades históricas y en particular sobre el catolicismo en la nacionalidad española. Sevilla: Editorial Católica Española. p. 149.
  - Gambra, Rafael (1 de septiembre de 2006). La Unidad Religiosa y El Derrotismo Católico (2ª edición). Buenos Aires: Ediciones Nueva Hispanidad. ISBN 9789871036219.
- Gambra, Rafael (1968). El Silencio de Dios. Madrid: Prensa Española. p. 196.
  - Gambra, Rafael (2007). El silencio de Dios (5ª edición). Madrid: Ciudadela Libros. ISBN 9788493517373.
- Gambra, Rafael (1970). La filosofía católica en el siglo XX. Madrid: Speiro.
- Gambra, Rafael (1976). Tradición o mimetismo: la encrucijada política del presente. Madrid: Instituto de Estudios Políticos. p. 322. ISBN 84-259-0586-9.
- Gambra, Rafael (1979). Melchor Ferrer y la Historia del tradicionalismo español. Editorial Católica Española. p. 8.

### Artículos
- Gambra Ciudad, Rafael (1 de noviembre de 1953). «Bases de una Inspección de Enseñanza Media».  En Ministerio de Educación Nacional, ed. Revista de Educación (Madrid) VI (15): 7ss.
- Gambra, Rafael (1 de febrero de 1957). «El García Morente que yo conocí».  En Estudio General de Navarra, ed. Nuestro Tiempo (Pamplona) VI (32): 131-173.
- Gambra Ciudad, Rafael (07-1959). «Aspectos del pensamiento de Salvador Minguijón». Revista Internacional de Sociología (Madrid: C.S.I.C. Instituto "Balmes" de Sociología) (67): 83-88.
- Gambra, Rafael (1969). «Maritain y Teilhard de Chardin». Verbo (Madrid: Fundación Speiro) (78-79): 781-795.
- Gambra Ciudad, Rafael (1973). «Al Dios -y a la Iglesia- que alegraron mi juventud». El pensamiento navarro (Pamplona): 3.
- Gambra, Rafael (15 de junio de 1974). «Aperturismo, slogan de la rendición». Fuerza Nueva (Madrid: Fuerza Nueva Editorial) (388): 33.
- Gambra Ciudad, Rafael (1985). «Los heraldos del Anticristo». Boletín de la Comunión Católico-Monáquica: 4-5.
- Gambra Ciudad, Rafael (1 de agosto de 1985). «Democracia como religión: la frontera del mal». Revista Roma (Buenos Aires): 21ss.
- Gambra, Rafael (09-1985). «El carlismo y la "libertad religiosa"». Boletín de la Comunión Católico-Monáquica: 3-4.
- Gambra, Rafael (14 de junio de 1995). «Algo más sobre Monseñor Lefebvre». La Nación. p. 10.
- Gambra, Rafael (2001). «Mella y las autonomías». Razón española: Revista bimestral de pensamiento, (Madrid) (108): 76-78. ISSN 0212-5978.

### Entrevistas
- Gambra, Rafael (hiver 1999-2000). «Espagne: impacts politiques du Concile». Catholica (en francés) (París) (66).